# Bulbophyllum truncatum
Bulbophyllum truncatum är en orkidéart som beskrevs av Johannes Jacobus Smith. Bulbophyllum truncatum ingår i släktet Bulbophyllum och familjen orkidéer. Inga underarter finns listade i Catalogue of Life.